# Santiria kalkmaniana
Santiria kalkmaniana är en tvåhjärtbladig växtart som beskrevs av K.M. Kochummen. Santiria kalkmaniana ingår i släktet Santiria och familjen Burseraceae. Inga underarter finns listade i Catalogue of Life.